# DG Большого Пса
DG Большого Пса (лат. DG Canis Majoris) — одиночная переменная звезда в созвездии Большого Пса на расстоянии (вычисленном из значения параллакса) приблизительно 5619 световых лет (около 1723 парсеков) от Солнца. Видимая звёздная величина звезды — от более +15m до +10,8m.

## Характеристики
DG Большого Пса — красная пульсирующая переменная звезда, мирида (M).